# Heisuke Hironaka
Heisuke Hironaka (広中 平祐, Hironaka Heisuke; Hyoshiu, Yamaguchi, 9 de abril de 1931) é um matemático japonês.

## Vida
Começou a estudar na Universidade de Quioto em 1949, onde graduou-se. Obteve um Ph.D em 1960 na Universidade Harvard, orientado por Oscar Zariski.
Foi premiado com a medalha Fields em 1970.

## Pesquisa
Em 1964, Hironaka provou que singularidades de variedades algébricas admitem resoluções em característica zero. Isso significa que qualquer variedade algébrica pode ser substituída por (mais precisamente é birracionalmente equivalente a) uma variedade semelhante que não possui singularidades. Ele também apresentou o exemplo de Hironaka mostrando que uma deformação de variedades Kähler não precisa ser Kähler. Em 2017, ele postou em sua página pessoal um manuscrito que afirma provar a existência de uma resolução de singularidades em característica positiva.

## Lista de livros disponíveis em inglês
- Formal functions and formal imbeddings / por Heisuke Hironaka and Hideyuki Matsumura (1967)
- On the characters {\displaystyle \nu } and {\displaystyle \tau } of singularities / por Heisuke Hironaka
- Introduction to the theory of infinitely near singular points / Heisuke Hironaka (1974)
- The theory of the maximal contact / José M. Aroca, Heisuke Hironaka e José L. Vicente (1975)
- Desingularization theorems / Jose M. Aroca, Heisuke Hironaka e Jose L. Vicente (1977)
- Geometric singularity theory / editores do volume, Heisuke Hironaka, Stanisław Janeczko (2004)